# Esenta
Esenta è una frazione del Comune di Lonato del Garda, in provincia di Brescia. Confina con la città mantovana di Castiglione delle Stiviere.

## Storia
Prima del quindicesimo secolo, poco si può dire su Esenta; probabilmente non esisteva nulla, se non qualche casolare per il bestiame. L'unica testimonianza presunta è il ritrovamento di alcuni scheletri, non datati con precisione, all'interno di buche chiuse con lastre di pietra, sul pendio della collina che si trova a fianco delle moderne scuole elementari.
Il manoscritto più antico che riguardi la zona di Esenta è un atto di compravendita datato 14 gennaio 1269, a proposito di un terreno nella zona Fiocchino (Valle Foclini), appartenente alla Curte Malochi.
Durante il medioevo, Esenta era zona di confine tra il Venzago a est, Castiglione delle Stiviere a sud e Lonato a nord; durante questo periodo, il territorio del basso Garda fu invaso da parecchi stranieri; come conseguenza di queste guerre, nacquero controversie a proposito dei confini tra i vari signori della zona, fin quando nel 1320, dopo la morte di Cangrande, gli Scaligeri di Verona ed i Visconti di Milano entrarono in guerra. Soltanto nel 1339 il confine fu posto sulla Strada di Mastino della Scala (o Mastino Cane), che congiungeva Lonato e Castiglione.
Pochi anni dopo, i Gonzaga di Mantova entrarono in conflitto, con la benedizione dell'imperatore Carlo IV di Lussemburgo, contro i Visconti; il risultato fu che, per alcuni anni, riuscirono a conquistare il territorio di Esenta assieme ai comuni di Lonato e Castiglione. Nel 1398 i Visconti riuscirono a riconquistare il territorio.
Nel 1404 i Gonzaga tornarono pacificamente in possesso del basso Garda, perché Francesco Gonzaga era creditore nei confronti della duchessa Caterina Visconti. Il 20 novembre 1441 fu firmata la pace di Cremona, con la quale i Gonzaga persero nuovamente i territori del veronese e di Lonato, che finirono sotto il dominio degli Sforza, e quindi della Repubblica di Venezia, mentre mantennero Castiglione. Esenta divenne quindi una zona di confine tra due stati, i cui rapporti non erano pacifici.
Il 16 ottobre 1492 il Duca di Mantova e la Repubblica di Venezia riuscirono a riappacificarsi: fu creata una zona franca, all'interno della quale non si potesse erigere alcun edificio militare. Questa zona andava dalle Bocche di Malocco e Castiglione, ed era grande ducentas perticas.
I coloni della terra franca così creata furono dichiarati exenti et immunes da ogni tassa, e da questa denominazione nasce probabilmente il nome di Esenta; politicamente, il territorio fu dichiarato sotto la giurisdizione del podestà di Brescia, in modo da garantire l'ordine civile.